# Ann Richards (Sängerin)

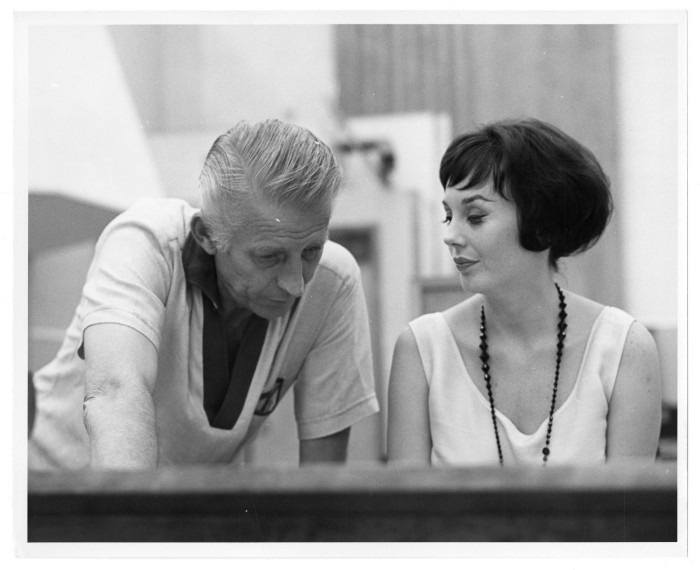
Ann Richards (rechts) und Stan Kenton, Aufnahmesession in den Capitol Studios, Hollywood, 21. Juli 1960

Ann Richards (* 1. Oktober 1935 in San Diego als Margaret Ann Borden; † 1. April 1982 in Hollywood) war eine  US-amerikanische Jazzsängerin.

## Leben und Wirken
Richards erhielt mit zehn Jahren Gesangsunterricht und lernte autodidaktisch Klavier; ab 1954 hatte sie erste Auftritte in der San Francisco Bay Area mit Musikern der West Coast-Jazzszene. Nach kurzen Gastspielen in den Bands von Charlie Barnet und George Redman in Hollywood wurde sie durch den Songwriter Eddie Beal an Stan Kenton vermittelt, dessen Orchester sie 1955 einige Monate angehörte, bis die neunzehnjährige Richards im Oktober Kentons Ehefrau wurde. Richards ist auch auf einigen Aufnahmen des Orchesters zu hören, wie in den als Single ausgekoppelten Songs Casanova oder Winter in Madrid. Kurz bevor sie vom Down-Beat-Leserpoll als Beste Bandsängerin ausgezeichnet wurde, gab sie die Bühnenkarriere auf, nahm aber weiter Platten auf. Für das Album Kenton with Voices (1957) wurde sie hinzugeholt, um auf drei Stücken die Stimmen der Modern Men zu kontrastieren. In Softly wurde sie herausgestellt.
Kenton vermittelte ihr einen Plattenvertrag bei Capitol Records, wo 1958 unter der musikalischen Leitung von Brian Farnon und den Arrangements von Warren Baker ihr Debütalbum I’m Shooting High mit Standards-Material wie Matt Dennis’ Will You Still Be Mine eingespielt wurde. Richards’ nächstes Album, The Many Moods of Ann Richards (1959), bot eine stilistische Bandbreite vom Cool Jazz mit Arrangements von Bill Holman bis zu fernöstlichen Exotica von Tak Shindo. 1961 entstand mit Stan Kenton das Album Two Much.
Aus der Ehe mit Kenton gingen zwei Kinder hervor, Dana und Lance. Im Juni 1961 sorgte sie für einen Skandal, als sie für den Playboy posierte. Das war einer der Gründe für die Trennung, die 1962 zur Scheidung führte. Danach unterschrieb sie einen Plattenvertrag bei Atco Records. Das Cover ihres Albums Ann, Man! stammte von der Playboy-Aufnahmesitzung. 1963 entstand noch ein Album mit dem Bill-Marx-Trio für Vee-Jay. In den 1960er Jahren trat sie weiterhin in Nachtclubs von Los Angeles auf, doch verlief ihre weitere Karriere ziellos und sie geriet allmählich in Vergessenheit. Richards nahm sich am 1. April 1982 in Hollywood das Leben; sie starb an einer Schussverletzung.

## Würdigung
Nach Ansicht von Scott Yanow war Ann Richards eine „exzellente Sängerin“; er bedauert, dass die häufig unterbewertete Sängerin in ihrer kurzen Karriere ihr Potential nicht voll ausschöpfen konnte. Für Leonard Feather war sie die „Elizabeth Taylor of the hip set“. Nach Ansicht von Kenton-Biograph Michael Sparke ist Ann Richards prinzipiell eine Popsängerin mit Jazzeinflüssen, die jedoch es nie schaffte, an Erfolge ihrer Kenton-Vorgängerinnen Anita O’Day, Chris Connor und June Christy anzuknüpfen. Beeindruckend sei jedoch die kristallene Klarheit der Stimme ihrer Frühzeit, während sie in späteren Aufnahmen affektiert und schrill klingen würde.

## Diskografische Hinweise
Alben unter eigenem Namen
- I’m Shooting High (Capitol, 1958)
- The Many Moods of Ann Richards (Capitol, 1960)
- Two Much (Capitol, 1961) mit Stan Kenton
- Ann, Man! (Atco, 1961, wiederveröffentlicht 2002) mit Jack Sheldon, Barney Kessel, Red Callender, Larry Bunker
- Live...At the Losers (Vee-Jay, 1964)
- I Hear Music: Recorded Live, 1957–1958 (Total Recording, ed. 1993) mit Stan Kenton, Bill Perkins, Richie Kamuca, Lennie Niehaus, Sam Noto

Alben mit dem Stan Kenton Orchestra
- With Voices (Capitol, 1957)
- The Romantic Approach (Capitol, 1961)

## Lexikalischer Eintrag
- Leonard Feather, Ira Gitler: The Biographical Encyclopedia of Jazz. Oxford University Press, New York 1999, ISBN 0-19-532000-X.